# Cydofowir
Cydofowir, cidofovir – organiczny związek chemiczny z grupy fosfonianów o strukturze zawierającej elementy naturalnego nukleotydu, 5'-fosforanu cytydyny. Stosowany jako lek o właściwości antywirusowych, przeciwko cytomegalowirusowi i ospie. Działanie opiera się na inhibicji polimerazy DNA.